# Émile Friant
Émile Friant (Dieuze, 16 de Abril de 1863 — Paris, 9 de Junho de 1932) foi um pintor francês. Seus trabalhos foram expostos no Salão de Paris. Ele era conhecido como um professor da arte na Escola de Belas Artes em Paris. Foi condecorado com a Legião de Honra e também foi membro do Instituto de França.

## Obras
- Un étudiant, (1885) musée des Beaux-Arts de Nancy
- ''La Toussaint, (1886) musée des Beaux-Arts de Nancy
- La douleur, (1898) musée des Beaux-Arts de Nancy
- Les amoureux, musée des Beaux-Arts de Nancy
- La discussion politique, colecção privada
- La lutte, (1889) Musée Fabre Montpellier
- l'expiation, (1909) colecção privada
- Portrait de madame Coquelin Mère, privat samling
- Tendresse maternel, colecção privada
- Portrait de Madame Petitjean, colecção privada
- La visite au studio (1906), colecção privada
- L'Expiation, (1908), colecção privada
- Autoportrait, colecção privada
- Portrait d'Albert Jasson (1911), musée des Beaux-Arts de Nancy.